# Calanthe alta
Calanthe alta är en orkidéart som beskrevs av Heinrich Gustav Reichenbach. Calanthe alta ingår i släktet Calanthe och familjen orkidéer. Inga underarter finns listade i Catalogue of Life.